# Gustav Andreas Tammann
Gustav Andreas Tammann (24 de julho de 1932) é um astrônomo suíço.
Tammann estudou astronomia em Basileia e em Göttingen. Em 1963 foi trabalhar no Observatório Monte Wilson e no Observatório Palomar, iniciando um trabalho conjunto duradouro com Allan Rex Sandage.
Em 1972 foi professor da Universidade de Hamburgo. De 1977 até aposentar-se foi professor e diretor do Instituto Astronômico da Universidade de Basileia.
Tammann dedicou-se ao estudo da escala de distâncias cósmicas, lei de Hubble-Humason, e assim com os indicadores de distâncias cósmicas representados por supernovas e cefeidas. Tammann e Sandage defenderam nos anos 1990 valores para a constante de Hubble de 50 a 60. Atualmente um valor de 72 é favorizado, com idade do universo de 13 bilhões de anos.
G. A. Tammann é neto do químico Gustav Tammann.

## Condecorações
- 2000 Medalha Albert Einstein
- 2005 Medalha Karl Schwarzschild